# Lukács György-díj
A Lukács György-díj a Lukács György Alapítvány által adományozott elismerés.

## A díj odaítélése
A díjat a baloldali szellemiség és irodalom kutatásáért, Lukács György életművének nyilvánosságra segítésében, magas színvonalú értelmezésében nyújtott teljesítményért, mindezek tudományos kutató- és elemzőmunkájáért adják. A díj odaítélését alkalmanként támogatja az MSZP által létrehozott Táncsics Mihály Alapítvány is.

## Díjazottak
- 2017[3]
  - Ferge Zsuzsa
  - Földes György
  - Mesterházi Miklós
  - Szilágyi Ákos
- 2010
  - Krausz Tamás
  - Poszler György
  - Radnóti Sándor
- 2009
  - Sziklai László
  - Ujfalussy József
- 2008
  - Tverdota György
  - Szalai Erzsébet
  - Jemnitz János
- 2007
  - Niederhauser Emil
  - Illés László
  - Ludassy Mária
- 2006
  - Voigt Vilmos
- 2005
  - Eörsi István
  - Márkus György
  - Mészáros István
- 2001
  - Maróthy János
- 2000
  - Tőkei Ferenc
- 1996
  - Jánossy Ferenc
- 1991
  - Németh Lajos
- 1990
  - Körner Éva